# 卡普达伊
卡普达伊（法語：Cap-d'Ail，法語發音：[kap daj]）是法国滨海阿尔卑斯省的一个市镇，属于尼斯区。

## 地理
卡普达伊（43°43'16"N, 7°24'20"E）面积2.04 平方千米，位于法国普罗旺斯-阿尔卑斯-蓝色海岸大区滨海阿尔卑斯省，该省份为法国东南部沿海省份，南濒地中海，西南至瓦尔省，西北接上普罗旺斯阿尔卑斯省，北部和东部与意大利接壤。
与卡普达伊接壤的市镇（或旧市镇、城区）包括：埃兹、拉蒂尔比、摩纳哥市镇。
卡普达伊的时区为UTC+01:00、UTC+02:00（夏令时）。

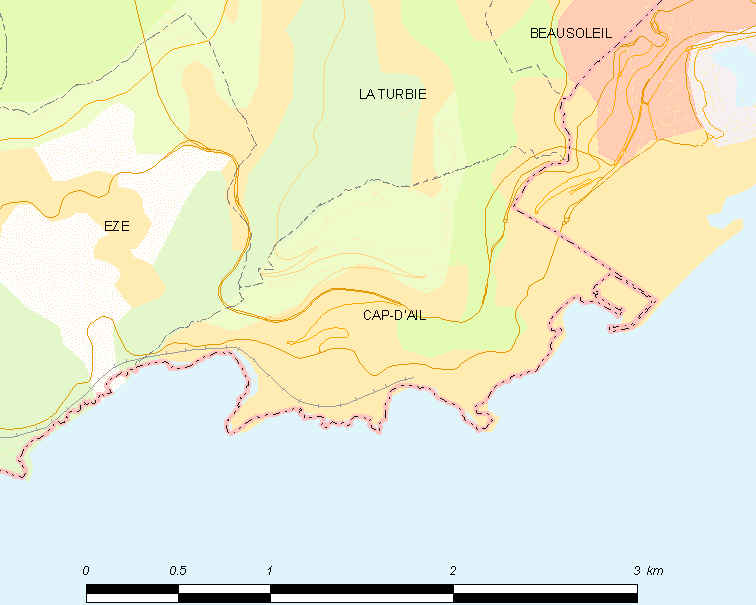
卡普达伊的OSM定位图

## 行政
卡普达伊的邮政编码为06320，INSEE市镇编码为06032。

## 政治
卡普达伊所属的省级选区为博索莱伊县。

## 人口

1962-2008年间卡普达伊人口变化图示

卡普达伊于2022年1月1日时的人口数量为4491人。